# Португальское федералистское движение / Партия прогресса
Португальское федералистское движение / Партия прогресса (порт. Movimento Federalista Português / Partido do Progresso) — португальская правая политическая партия, действовавшая с мая по сентябрь 1974 года. Объединяла антикоммунистов лузитанско-интегралистского и монархистского толка. Поддерживала генерала Спинолу, активно выступала против компартии и левых сил Революции гвоздик. Отстаивала сохранение единства Португалии с «заморскими провинциями». Запрещена после сентябрьского кризиса. Деятели партии сыграли видную роль в правом подполье периода Жаркого лета и легальных правоцентристских силах Португалии.

## Создание в революцию
Португальская Революция гвоздик 25 апреля 1974 года немедленно ввела свободу деятельности политических партий. Этим воспользовались не только левые, но и правые силы, в том числе находившиеся ранее в оппозиции Новому государству — праворадикальные интегралисты, монархисты, национал-синдикалисты. Одной из новых правых партий стало Португальское федералистское движение (Movimento Federalista Português, MFP), учреждённое 4 мая 1974.
Генеральным секретарём MFR был избран 53-летний профессор Коимбрского университета Фернанду Пашеку ди Аморин, известный своими ультраправыми националистическими взглядами. Его ближайшим сподвижником являлся 24-летний выпускник-юрист Жозе Мигел Жудисе. К организации примкнули активисты национал-революционных и монархических группировок, а также некоторые бывшие члены Национального народного действия.
В 1946 году Пашеку ди Аморин участвовал в военном мятеже против премьер-министра Антониу Салазара. Резко критиковал салазаровского преемника Марселу Каэтану в начале 1970-х. Жозе Мигел Жудисе участвовал в молодёжных выступлениях против правительства Каэтану. Оба принадлежали к кругу радикальных лузитанских интегралистов Коимбрского университета, изучавших и пропагандировавших революционный национализм, национал-синдикализм, фалангизм и перонизм. Правящий режим они критиковали с крайне правых позиций. Но при этом отстаивали демократические свободы, считая, что только в этих условиях националисты могут добиваться своих целей.

## Политические позиции
Такая идеология и легла в основу программы MFP. Она полностью расходилась с леворадикальными установками Движения вооружённых сил. Партия активно выступала против компартии и правительства Вашку Гонсалвиша, ориентировалась на правого антикоммуниста генерала Спинолу.
Термин «федерализм» в названии мотивировался принципиальной установкой: сохранением единства португальской метрополии с «заморскими провинциями» — африканскими и азиатскими колониями. Партия поддерживала связи с федералистскими лузотропикалистскими организациями в Анголе, Мозамбике, Португальской Гвинее, Восточном Тиморе. Пашеку ди Аморин был вдохновителем и идеологом боевой организации белых поселенцев Ангольский фронт сопротивления. После того, как 27 июня 1974 года президент Португалии Спинола объявил о предоставлении колониям независимости, с 19 июля название было сменено на Партию прогресса (Partido do Progresso, PP).
MFP/PP принадлежала к той части политического спектра, которая с первых недель революции противостояла коммунистам и леворадикалам. К этой категории относились также Либеральная партия (PL — ультраправые, монархисты, салазаристы), Португальское народное движение (MPP — католические националисты), Движение португальского действия (MAP — интегралисты, неофашисты), Португальское националистическое движение (MNP — крайние националисты, неофашисты), Португальская националистическая партия (PNP — бывшие легионеры). К ним примыкала Португальская рабочая демократическая партия (PTDP — правые социал-демократы). Эти структуры достаточно серьёзно различались по своим доктринам и целям, но объединялись в текущих политических задачах. Все они так или иначе ориентировались на Спинолу. MFP/PP являлась в этой среде наиболее авторитетной организацией и при этом имела наибольший шанс вписаться в революционной процесс.
В начале июля 1974 года партия поддерживала план премьера Палма Карлуша, направленный против компартии и левого крыла Движения вооружённых сил. 10 июля 1974 MFP/PP, PL, MPP и PTDP направили обращение к президенту Спиноле с призывом активно противодействовать политической экспансии коммунистов и леворадикалов — прежде всего прорвать информационную блокаду в СМИ. Вместе с Либеральной партией MFP/PP учредила Фонд распространения политических, социальных и экономических знаний — организационно-пропагандистскую структуру правых сил. 27 августа 1974 MFP/PP, Либеральная партия и Португальская демократическая рабочая партия создали Объединённый демократический фронт — правую коалицию к выборам в Учредительное собрание 1975 года. Партия издавала газету Tribuna Popular (Народная трибуна), участвовала в издании журнала Bandarra (Знамя).

## Столкновение и запрет
MFP/PP поддерживала спинолистское антикоммунистическое движение «молчаливого большинства», но не принимала активного участия в сентябрьских выступлениях 1974 года. Пашеку ди Аморин считал их неподготовленными и обречёнными на неудачу. Однако после подавления этих акций партия была запрещена властями. При обыске в партийной штаб-квартире 2 октября 1974 военные обнаружили крупный арсенал — 200 пистолет-пулемётов, 600 тысяч боеприпасов, 5500 гранат.
Активисты подверглись преследованиям. Пашеку ди Аморин эмигрировал во франкистскую Испанию. Жудисе был арестован, бежал из тюрьмы и тоже перебрался в Испанию.

## Политическое продолжение
Обострение обстановки побудило лидеров и активистов запрещённой MFP/PP перейти к нелегальным формам политической борьбы. Многие из них примкнули к правому подполью — Демократическому движению за освобождение Португалии (MDLP). Фернанду Пашеку ди Аморин, Жозе Мигел Жудисе, Жозе Валле Фигейреду состояли в политической комиссии MDLP.
После победы правых сил в решающем столкновении 25 ноября 1975 года бывшие члены MFP/PP сориентировались на партии правоцентристского Демократического альянса — Социал-демократическую, Социально-демократический центр, Народную монархическую. Радикальные установки интегрализма в новой ситуации пришлось оставить. Те деятели, кто сохранил полную приверженность прежним взглядам, как Пашеку ди Аморин, отошли от практической политики.